# Quercamps
Quercamps település Franciaországban, Pas-de-Calais megyében. Lakosainak száma 286 fő (2022. január 1.). Quercamps Tournehem-sur-la-Hem, Acquin-Westbécourt, Alquines, Bonningues-lès-Ardres, Bouvelinghem és Journy községekkel határos.

## Népesség
A település népességének változása:
| Lakosok száma | 257  | 257  | 265  | 269  | 272  | 275  | 275  | 281  | 286  |
|               | 2013 | 2015 | 2016 | 2017 | 2018 | 2019 | 2020 | 2021 | 2022 |